# سراب دوكل (مقاطعة دهغلان)
سراب دوكل (بالفارسية: سراب دوکل) هي قرية تقع في Bolbanabad District في إيران. يقدر عدد سكانها بـ 123 نسمة بحسب إحصاء 2016.